# Arsago Seprio
Arsago Seprio é uma comuna italiana da região da Lombardia, província de Varese, com cerca de 4.508 habitantes. Estende-se por uma área de 10 km², tendo uma densidade populacional de 451 hab/km². Faz fronteira com Besnate, Casorate Sempione, Gallarate, Mornago, Somma Lombardo, Vergiate.

## Demografia
| Variação demográfica do município entre 1861 e 2011                               |
|                                                                                   |
| Fonte: Istituto Nazionale di Statistica (ISTAT) - Elaboração gráfica da Wikipedia |